# Zoura (Kaya)
Pour les articles homonymes, voir Zoura.
Zoura est une localité située dans le département de Kaya de la province du Sanmatenga dans la région Centre-Nord au Burkina Faso.

## Éducation et santé
Le centre de soins le plus proche de Zoura est le centre hospitalier régional (CHR) de Kaya.